# Hannonia hesperidum
Hannonia hesperidum är en amaryllisväxtart som beskrevs av Braun-blanq. och René Charles Maire. Hannonia hesperidum ingår i släktet Hannonia och familjen amaryllisväxter. Inga underarter finns listade i Catalogue of Life.